# Powiat Kitaadachi
Powiat Kitaadachi (jap. 北足立郡 Kitaadachi-gun) – powiat w Japonii, w prefekturze Saitama. W 2024 roku liczył 45 060 mieszkańców.

## Miejscowości
- Ina